# Kepler-69c
Kepler-69c (còn được biết đến với tên gọi Thiên thể Kepler được quan tâm KOI-172.02) là một siêu Trái Đất ngoài hệ Mặt Trời được xác nhận có khả năng là hành tinh đất đá, quay quanh ngôi sao giống như Mặt Trời là Kepler-69, nằm ngoài cùng trong số 2 hành tinh được phát hiện bởi tàu vũ trụ Kepler của NASA. Nó nằm cách Trái Đất khoảng 2.430 năm ánh sáng (746 Parsec)

## Đặc điểm

### Khối lượng, bán kính và nhiệt độ
Kepler-69c là một siêu Trái Đất, một ngoại hành tinh có bán kính và khối lượng lớn hơn Trái Đất, nhưng nhỏ hơn so với những hành tinh băng khổng lồ là Sao Thiên Vương và Sao Hải Vương. Nó có nhiệt độ bề mặt là 548 K (275 °C; 527 °F). Nó có khối lượng gấp khoảng 6 M🜨 và bán kính 1,71 R🜨. Những đặc điểm này làm cho nó giống với Sao Kim, nhưng lớn hơn, vì vậy nó còn được gọi là "siêu Sao Kim".

### Ngôi sao chủ
Hành tinh này quay quanh sao loại G có tên gọi là Kepler-69, ngôi sao này có 2 hành tinh quay quanh. Ngôi sao có khối lượng 0,81 M☉ và bán kính 0,93 R☉. Nó có nhiệt độ bề mặt 5638 K và tuổi ước tính khoảng 400 triệu năm, có nghĩa là nó có thể đã kết thúc sự hình thành hành tinh. Để so sánh, Mặt Trời khoảng 4,6 tỷ năm tuổi và có nhiệt độ bề mặt là 5778 K.
Độ sáng biểu kiến của ngôi sao, hoặc mức độ sáng của nó khi nhìn từ Trái Đất là 13,7, nghĩa là Kepler-69 quá mờ để có thể nhìn thấy bằng mắt thường.

### Quỹ đạo

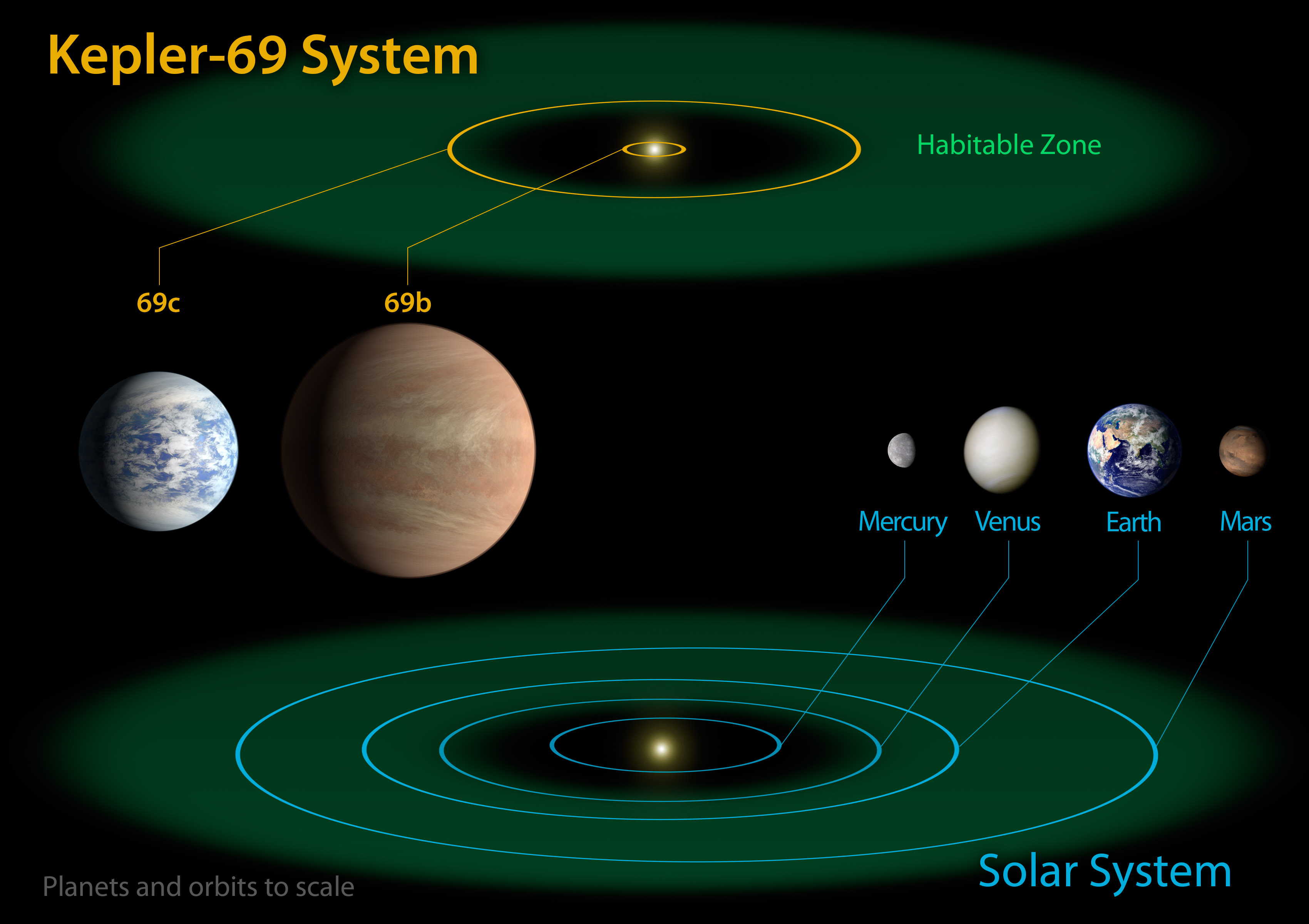
Hệ hành tinh Kepler-69

Kepler-69c quay quanh ngôi sao chủ của nó với khoảng 80% độ rọi của Mặt Trời cứ sau 242 ngày với khoảng cách 0,64 lần so với Trái Đất. Điều này rất giống với chu kỳ quỹ đạo và khoảng cách quỹ đạo của Sao Kim trong Hệ Mặt Trời.

## Đề xuất môi trường sống

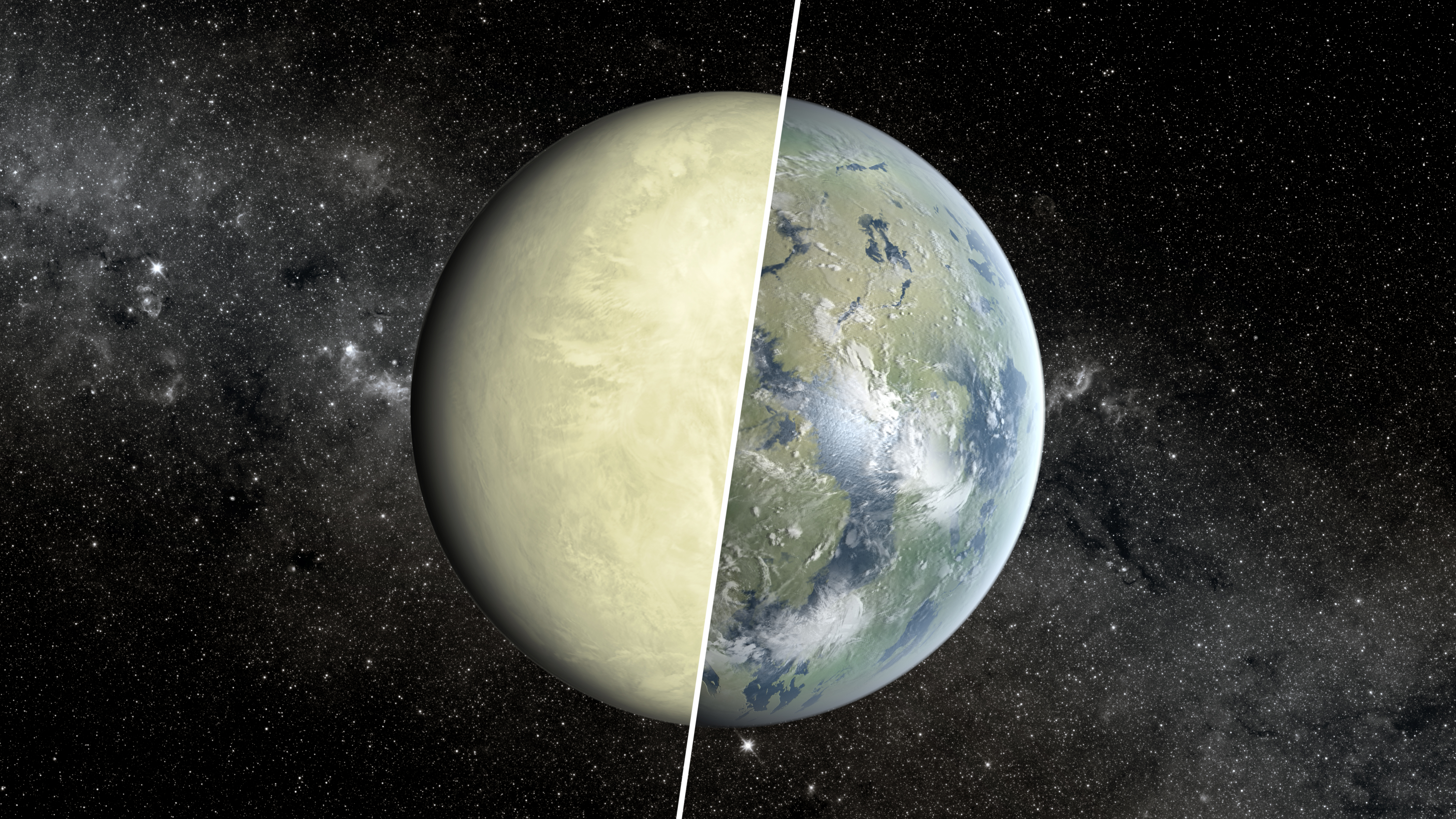
Quan niệm của nghệ sĩ về sự so sánh giữa một hành tinh giống như Sao Kim và một hành tinh giống như Trái Đất. Dựa trên nghiên cứu gần đây, Kepler-69c nhiều khả năng là một siêu Sao Kim, tương tự như Sao Kim nhưng đồ sộ hơn và hoàn toàn không thể sinh sống được.

Ngoại hành tinh này, cùng với các ngoại hành tinh Kepler-62e và Kepler-62f, được công bố trên phương tiện truyền thông là nằm trong "vùng có thể sinh sống được" của ngôi sao, một khu vực nơi nước lỏng có thể tồn tại trên bề mặt hành tinh. Nó được mô tả là một trong những hành tinh giống Trái Đất nhất, về kích thước và nhiệt độ được tìm thấy và, theo các nhà khoa học, một "ứng viên chính để tổ chức sự sống ngoài hành tinh".
Do sự không chắc chắn trong các tham số của sao, các thanh báo lỗi về giá trị của thông lượng tới trên hành tinh này là khá lớn, ở mức 11,91+0,43
−0,56 lần so với thông lượng tới của Trái Đất. Sử dụng các thông số danh nghĩa, hành tinh này quá gần ngôi sao để có thể sinh sống được, mặc dù sự không chắc chắn cho thấy có thể nó thực sự nằm trong vùng trong cùng của khu vực có thể sinh sống được, tuy nhiên, ngay cả với phép đo thanh báo lỗi thấp nhất, thông lượng sao 1,35 S⊕ vẫn đủ cao để làm sôi cạn mọi đại dương. Một phân tích gần đây đã chỉ ra rằng hành tinh này có khả năng giống với Sao Kim hơn, được biết đến là một trong những nơi khắc nghiệt nhất đối với sự sống trong Hệ Mặt Trời, và do đó rất khó có thể ở được đối với các sinh vật như vậy.
Hành tinh này là khắc nghiệt vì hiệu ứng nhà kính mất kiểm soát trên bề mặt của nó. Bất kỳ đại dương nào trên bề mặt của nó sẽ bị sôi cạn do thông lượng sao lớn và khi điều này xảy ra, nhiệt độ sẽ tăng lên khoảng 322 K (49 °C; 120 °F). Hơi nước sẽ tích tụ trong khí quyển đến mức nhiệt độ bề mặt tăng lên khoảng 500 K (227 °C; 440 °F) vì hành tinh sẽ bị tràn ngập bởi hơi nước (là một loại khí nhà kính mạnh). Một lượng nhỏ cacbon dioxide có thể từng có mặt, vì Kepler-69c có lẽ là một hành tinh đại dương (có rất ít hoặc không có đất liền) ngay sau khi ngôi sao của nó được sinh ra trong chuỗi chính, trước khi thông lượng sao tăng lên tới giá trị ước tính hiện tại của nó. Áp suất bề mặt cũng sẽ tăng lên khoảng 100 lần áp suất bề mặt Trái Đất (100 kilopascal, 100 atm.) vì lượng hơi nước trong khí quyển.

## Khám phá
Năm 2009, tàu vũ trụ Kepler của NASA đã quan sát ngôi sao này bằng quang kế của nó, một công cụ mà nó sử dụng để phát hiện các sự kiện quá cảnh, trong đó một hành tinh đi qua trước mặt và làm mờ ngôi sao chủ của nó trong một thời gian ngắn và có chu kỳ gần đều. Trong thử nghiệm cuối cùng này, Kepler đã quan sát 50.000 ngôi sao trong Danh mục đầu vào Kepler, bao gồm cả Kepler-69; các đường cong ánh sáng sơ bộ đã được gửi đến nhóm khoa học Kepler để phân tích, họ đã chọn những đồng hành hành tinh rõ ràng từ chùm ảnh để theo dõi tại các đài quan sát. Các quan sát đối với các ứng cử viên ngoại hành tinh tiềm năng diễn ra trong khoảng thời gian từ ngày 13 tháng 5 năm 2009 đến ngày 17 tháng 3 năm 2012. Sau khi quan sát quá cảnh tương ứng, đối với Kepler-69c xảy ra khoảng 242 ngày (chu kỳ quỹ đạo của nó), cuối cùng người ta đã kết luận rằng một thiên thể hành tinh chịu trách nhiệm cho quá cảnh chu kỳ 242 ngày này. Phát hiện này, cùng với hệ thống hành tinh của sao Kepler-62 đã được công bố vào ngày 18 tháng 4 năm 2013.
Vào ngày 9 tháng 5 năm 2013, một phiên điều trần quốc hội của hai tiểu ban thuộc Hạ viện Hoa Kỳ đã thảo luận về "Khám phá ngoại hành tinh: Chúng ta đã tìm thấy Trái Đất khác chưa?", được thúc đẩy bởi phát hiện của ngoại hành tinh Kepler-69c, cùng với Kepler-62e và Kepler-62f. Một số ra đặc biệt có liên quan của tạp chí Science, được công bố trước đó, đã mô tả việc phát hiện ra các ngoại hành tinh.
| Các ngoại hành tinh đáng chú ý - Kính thiên văn vũ trụ Kepler                                                                                   | Các ngoại hành tinh đáng chú ý - Kính thiên văn vũ trụ Kepler                  |
| --- | ------------------------------------------------------------------------------ |
| So sánh kích thước của các ngoại hành tinh Kepler-69c, Kepler-62e, Kepler-62f và Trái Đất. Các ngoại hành tinh là ý tưởng của nghệ sĩ thiết kế. | Số lượng tìm kiếm của Kính viễn vọng Không gian Kepler, trong phạm vi Ngân Hà. |